# Agrotis atrifascia
Agrotis atrifascia là một loài bướm đêm trong họ Noctuidae.